# Drepanolejeunea trematodes
Drepanolejeunea trematodes là một loài Rêu trong họ Lejeuneaceae. Loài này được (Nees) Bischl. mô tả khoa học đầu tiên năm 1967.